# Nereida (hold)
A Nereida a Neptunusz harmadik legnagyobb holdja. Az ismert Naprendszerbeli holdak közül a legnagyobb excentricitású pályával rendelkezik. A Nereida a második ismertté vált Neptunusz hold, Gerard Kuiper holland csillagász fedezte fel 1949-ben.

## Felfedezése és elnevezése
A Nereidát Gerard P. Kuiper fedezte fel 1949. május 1-én a McDonald obszervatórium 82 hüvelykes teleszkópjával készített fotólemezeken. A felfedezésről készült beszámolójában ő javasolta a nevét a görög mitológia tengeri nimfái, a Nereidák után, akik gyakran kísérték el útjára Poszeidónt (avagy latin megfelelőjét Neptunust). A Nereida a másodikként felfedezett Neptunusz hold volt, és egyben az utolsó egészen a Voyager-2 érkezéséig, nem számítva egy egyedi, a Larissa által okozott fedést 1981-ben.

## Keringése és forgása
A Nereida prográd irányban kering a Neptunusz körül 5 513 400 km átlagos távolságban, de a magas, 0,7507-es excentricitása miatt pályája legközelebbi pontján 1 372 000 km-re közelíti meg a bolygót, legtávolabbi pontján pedig 9 655 000 km-re távolodik el tőle.
A szokatlan pálya azt valószínűsíti, hogy a Nereida egy befogott kisbolygó vagy Kuiper-öv objektum, vagy azt, hogy korábban egy belső bolygó volt, ami a Neptunusz legnagyobb holdjának, a Tritonnak a befogásakor lökődött ki.
1991-ben a Nereida forgási idejét 13,6 órában határozták meg a fényváltozási görbéjének elemzése alapján. 2003-ban egy másik értéket, közelítőleg 11,52 ± 0,14 órát mértek. Azonban ezt a megállapítást később vitatták, ugyanis egy ideig más kutatóknak földi megfigyelések alapján nem sikerült semmilyen periodicitást kimutatniuk a Nereida fényváltozási görbéjében. 2016-ban a Kepler űrtávcső megfigyelései alapján a forgási időt 11,594 ± 0,017 órában határozták meg.

## Fizikai tulajdonságai
A Nereida a Neptunusz harmadik legnagyobb holdja, átlagos átmérője körülbelül 340 km. Meglehetősen nagy a többi  szabálytalan holdhoz képest.  A Nereida alakja nem ismert.
1987 óta egyes fotometriai megfigyelések jelentős (~1 magnitúdó) ingadozásokat mutattak ki a Nereida fényességében, amelyek történhetnek évek, hónapok, de néha akár néhány nap alatt is, és amik megmaradnak a távolsági és fázis hatások kizárása után is. Másrészt az ingadozásokat a Nereidát megfigyelő csillagászok egy része nem észlelte, ami jelentheti, hogy azok teljesen kaotikusak. Mostanáig nem született meggyőző magyarázat az ingadozásokra, de ha azok egyáltalán léteznek, akkor valószínűleg a Nereida forgásával lehetnek összefüggésben. A Nereida forgásának jellege ugyanis lehetne kényszerített precesszió vagy akár kaotikus forgás is (mint a Hyperioné) az erősen elliptikus pálya következtében.
2016-ban a Kepler űrtávcsővel végzett hosszabb megfigyelések csak kis amplitúdójú (0,033 magnitudó) ingadozásokat mutattak. A Spitzer és Herschel űrtávcsövekkel végzett infravörös megfigyeléseken alapuló termális modell arra utal, hogy a Nereida csak mérsékelten lehet megnyúlt, ami nem valószínűsíti a kényszerített precessziós forgást. A termális modell azt is mutatja, hogy a Nereida felülete nagyon egyenetlen, valószínűleg hasonlít a Szaturnusz Hyperion nevű holdjához.
Színképét tekintve a Nereida semleges színű, és vízjég mutatható ki a felszínén. A Nereida színképe az Uránusz Titánia és Umbriel holdjainak színképe közé esik, ami arra utal, hogy a Nereida felszíne vízjégből és valamilyen spektrálisan semleges anyag keverékéből áll. A színkép feltűnően különbözik a külső naprendszer kisbolygóitól, a Pholus, a Chiron és a Chariklo kentauroktól, ami azt valószínűsíti, hogy a Nereida inkább a Neptunusz környezetében alakult ki, nem pedig egy befogott égitest.
Lehetséges, hogy a hasonlóan szürke, semleges színű Halimédesz a Nereida egy darabja, amely egy ütközés során vált le.

## Vizsgálata
A Voyager–2 volt az egyedüli űrjármű, ami a Nereidát meglátogatta, 4 700 000 km távolságra haladt el mellette 1989. április 20. és augusztus 19. között. A Voyager–2 83 képet készített 70-től 800 km-ig terjedő felbontással. A Voyager–2 érkezése előtt a Nereida vizsgálata földi megfigyelésekre korlátozódott, amelyek csak az abszolút fényesség és a pályaelemek meghatározását tették lehetővé. Bár a Voyager–2 felvételei nem voltak elegendően nagy felbontásúak ahhoz, hogy a felszín jellegzetességei felismerhetőek legyenek, a Voyager–2 meg tudta mérni a Nereida nagyságát, felfedezte, hogy a színe szürke, valamint hogy az albedója nagyobb, mint a Neptunusz többi kisebb holdjaié.

## Irodalmi művekben
Larry Niven Gyűrűvilág című könyvében a Nereidát úgy írja le, mint amit a Kívülállók kibéreltek "fél évszázaddal ezelőtt". A könyv hőse, Louis Wu, úgy képzeli, hogy a Kívülállók egy olyan óriás gázbolygóhoz tartozó holdon fejlődhettek ki, ami hasonlít a Nereidához.

## Fordítás
- Ez a szócikk részben vagy egészben  a   Nereid_(moon) című angol Wikipédia-szócikk ezen változatának fordításán alapul.  Az eredeti cikk szerkesztőit annak laptörténete sorolja fel. Ez a jelzés csupán a megfogalmazás eredetét és a szerzői jogokat jelzi, nem szolgál a cikkben szereplő információk forrásmegjelöléseként.